# سباستيان فليتاس
سباستيان فليتاس (بالإسبانية: Sebastián Fleitas)‏ (25 فبراير 1947 في باراغواي - 14 أبريل 2000 بمدريد في إسبانيا) هو لاعب كرة قدم باراغواياني في مركز الهجوم. شارك مع منتخب باراغواي لكرة القدم. أما مع النوادي، فقد لعب مع ريال مدريد ونادي إشبيلية ونادي ليبرتاد ونادي مالقا ونيم أولمبيك ونادي ماربيا ونادي أتلتيكو ماربيا ‏.

## وصلات خارجية
- سباستيان فليتاس على موقع قاعدة بيانات كرة القدم.إي يو (الإنجليزية)
- سباستيان فليتاس على موقع ناشيونال فوتبول تيمز (الإنجليزية)
- سباستيان فليتاس على موقع عالم كرة القدم.نت (الإنجليزية)